# Гуркі-Пенцлавські
Гуркі-Пенцлавські (пол. Górki Pęcławskie) — село в Польщі, у гміні Пйонтек Ленчицького повіту Лодзинського воєводства.
Населення — 114 осіб (2011).
У 1975-1998 роках село належало до Плоцького воєводства.

## Демографія
Демографічна структура станом на 31 березня 2011 року:
|          | Загалом | Допрацездатний вік | Працездатний вік | Постпрацездатний вік |
| -------- | ------- | ------------------ | ---------------- | -------------------- |
| Чоловіки | 54      | 8                  | 37               | 9                    |
| Жінки    | 60      | 6                  | 37               | 17                   |
| Разом    | 114     | 14                 | 74               | 26                   |